# Eta Mensae
Eta Mensae (16 Mensae) é uma estrela na direção da constelação de Mensa. Possui uma ascensão reta de 04h 55m 11.14s e uma declinação de −74° 56′ 13.2″. Sua magnitude aparente é igual a 5.47. Considerando sua distância de 712 anos-luz em relação à Terra, sua magnitude absoluta é igual a −1.23. Pertence à classe espectral K6III.